# Trie-la-Ville
Trie-la-Ville est une commune française située dans le département de l'Oise, en région Hauts-de-France.

## Géographie
Trie-la-Ville est une commune du Vexin français au confluent de la Troesne et de l'Aunette. La commune est située à 5 km de Gisors et de Chaumont-en-Vexin et à 17 km d'Auneuil, dans l'Oise en Picardie.
|              | Énencourt-Léage | Jaméricourt       |
| Trie-Château | Trie-la-Ville   |                   |
|              |                 | Chaumont-en-Vexin |

### Hydrographie
La commune est située dans le bassin Seine-Normandie. Elle est drainée par la Troesne et l'Aunette,,.
La Troesne, d'une longueur de 27 km, prend sa source dans la commune de Hénonville et se jette  dans l'Epte à Gisors, après avoir traversé douze communes. 

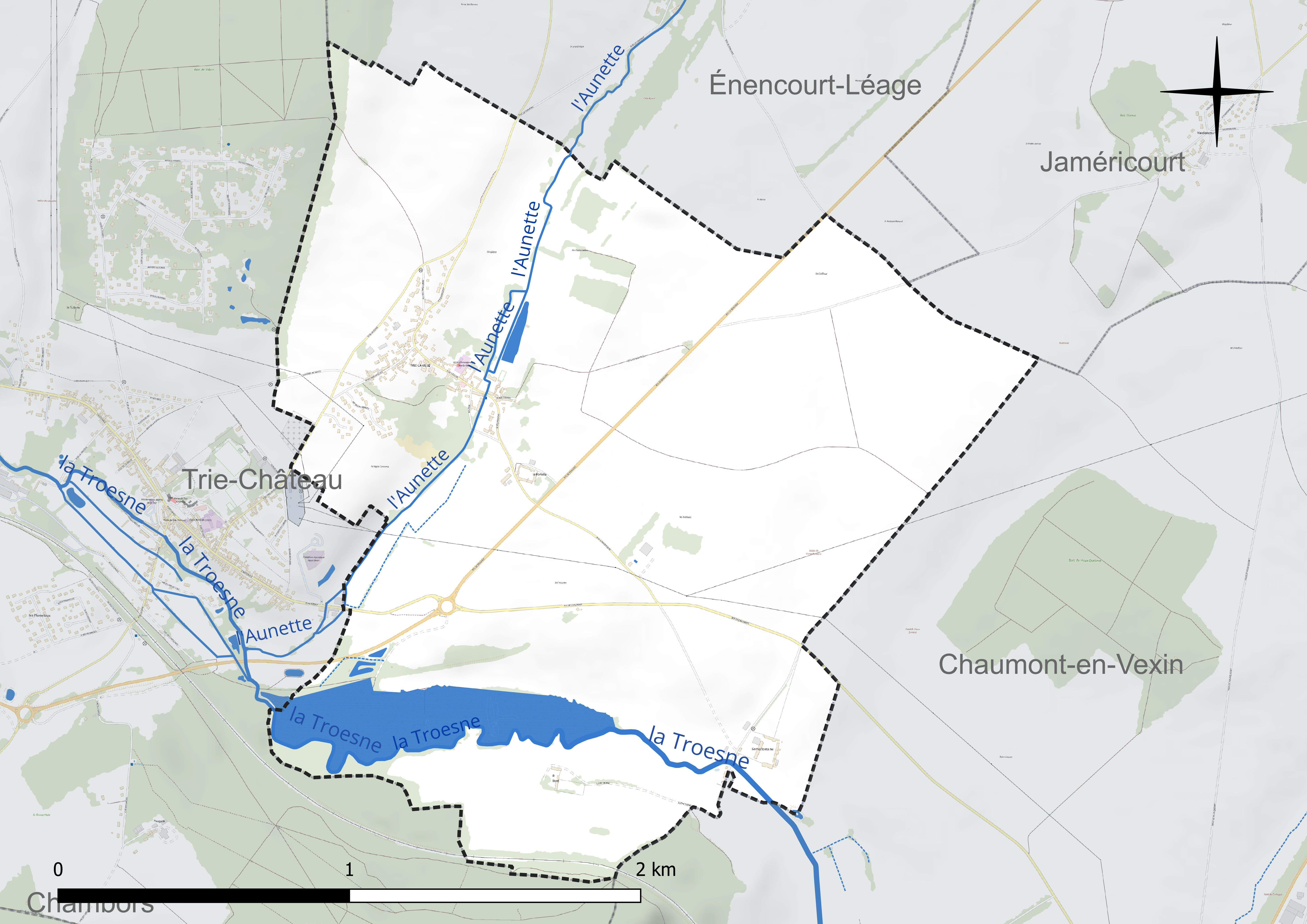
Réseau hydrographique de Trie-la-Ville.

### Climat
Pour des articles plus généraux, voir Climat des Hauts-de-France et Climat de l'Oise.
En 2010, le climat de la commune est de type climat océanique dégradé des plaines du Centre et du Nord, selon une étude du CNRS s'appuyant sur une série de données couvrant la période 1971-2000. En 2020, Météo-France publie une typologie des climats de la France métropolitaine dans laquelle la commune est exposée à un climat océanique et est dans la région climatique  Sud-ouest du bassin Parisien, caractérisée par une faible pluviométrie, notamment au printemps (120 à 150 mm) et un hiver froid (3,5 °C). 
Pour la période 1971-2000, la température annuelle moyenne est de 10,6 °C, avec une amplitude thermique annuelle de 14,4 °C. Le cumul annuel moyen de précipitations est de 724 mm, avec 11,5 jours de précipitations en janvier et 8 jours en juillet. Pour la période 1991-2020, la température moyenne annuelle observée sur la station météorologique la plus proche, située sur la commune de Jaméricourt à 4 km à vol d'oiseau, est de 11,0 °C et le cumul annuel moyen de précipitations est de 695,7 mm,. Pour l'avenir, les paramètres climatiques de la commune estimés pour 2050 selon différents scénarios d'émission de gaz à effet de serre sont consultables sur un site dédié publié par Météo-France en novembre 2022.
| Mois                                  | jan.           | fév.            | mars          | avril         | mai           | juin            | jui.           | août           | sep.          | oct.          | nov.            | déc.             | année      |
| ------------------------------------- | -------------- | --------------- | ------------- | ------------- | ------------- | --------------- | -------------- | -------------- | ------------- | ------------- | --------------- | ---------------- | ---------- |
| Température minimale moyenne (°C)     | 1,5            | 1,4             | 3,1           | 4,5           | 7,5           | 10,3            | 12,3           | 12,4           | 10            | 7,7           | 4,4             | 2                | 6,4        |
| Température moyenne (°C)              | 4,1            | 4,6             | 7,3           | 9,8           | 13,1          | 16,2            | 18,7           | 18,5           | 15,4          | 11,7          | 7,4             | 4,6              | 11         |
| Température maximale moyenne (°C)     | 6,7            | 7,8             | 11,6          | 15,2          | 18,6          | 22,1            | 25,1           | 24,7           | 20,8          | 15,7          | 10,4            | 7,1              | 15,5       |
| Record de froid (°C) date du record   | −14,8 09.01.09 | −14,6 07.02.12  | −9,6 01.03.05 | −6 06.04.21   | −1,8 06.05.19 | −0,7 05.06.1991 | 2,6 04.07.1990 | 2,7 28.08.1998 | 0,1 30.09.18  | −4,1 28.10.03 | −8,6 24.11.1998 | −11,1 29.12.1996 | −14,8 2009 |
| Record de chaleur (°C) date du record | 15,6 27.01.03  | 19,4 24.02.1990 | 24,7 31.03.21 | 27,2 29.04.10 | 31 27.05.05   | 37,6 27.06.11   | 41,8 25.07.19  | 39,8 12.08.03  | 34,8 09.09.23 | 28,6 01.10.11 | 21,2 01.11.14   | 16,6 07.12.00    | 41,8 2019  |
| Précipitations (mm)                   | 60,5           | 49,8            | 50,7          | 49,3          | 59,1          | 54,1            | 61             | 56,4           | 47,9          | 63,1          | 64,4            | 79,4             | 695,7      |

## Urbanisme

### Typologie
Au 1er janvier 2024, Trie-la-Ville est catégorisée commune rurale à habitat dispersé, selon la nouvelle grille communale de densité à sept niveaux définie par l'Insee en 2022.
Elle appartient à l'unité urbaine de Gisors, une agglomération inter-régionale regroupant trois  communes, dont elle est une commune de la banlieue,,. Par ailleurs la commune fait partie de l'aire d'attraction de Paris, dont elle est une commune de la couronne,. 

### Occupation des sols
L'occupation des sols de la commune, telle qu'elle ressort de la base de données européenne d'occupation biophysique des sols Corine Land Cover (CLC), est marquée par l'importance des territoires agricoles (85,7 % en 2018), en diminution par rapport à 1990 (87,8 %). La répartition détaillée en 2018 est la suivante : 
terres arables (76,4 %), prairies (9,3 %), forêts (7,3 %), zones urbanisées (5,7 %), mines, décharges et chantiers (1,2 %). L'évolution de l'occupation des sols de la commune et de ses infrastructures peut être observée sur les différentes représentations cartographiques du territoire : la carte de Cassini (XVIIIe siècle), la carte d'état-major (1820-1866) et les cartes ou photos aériennes de l'IGN pour la période actuelle (1950 à aujourd'hui).

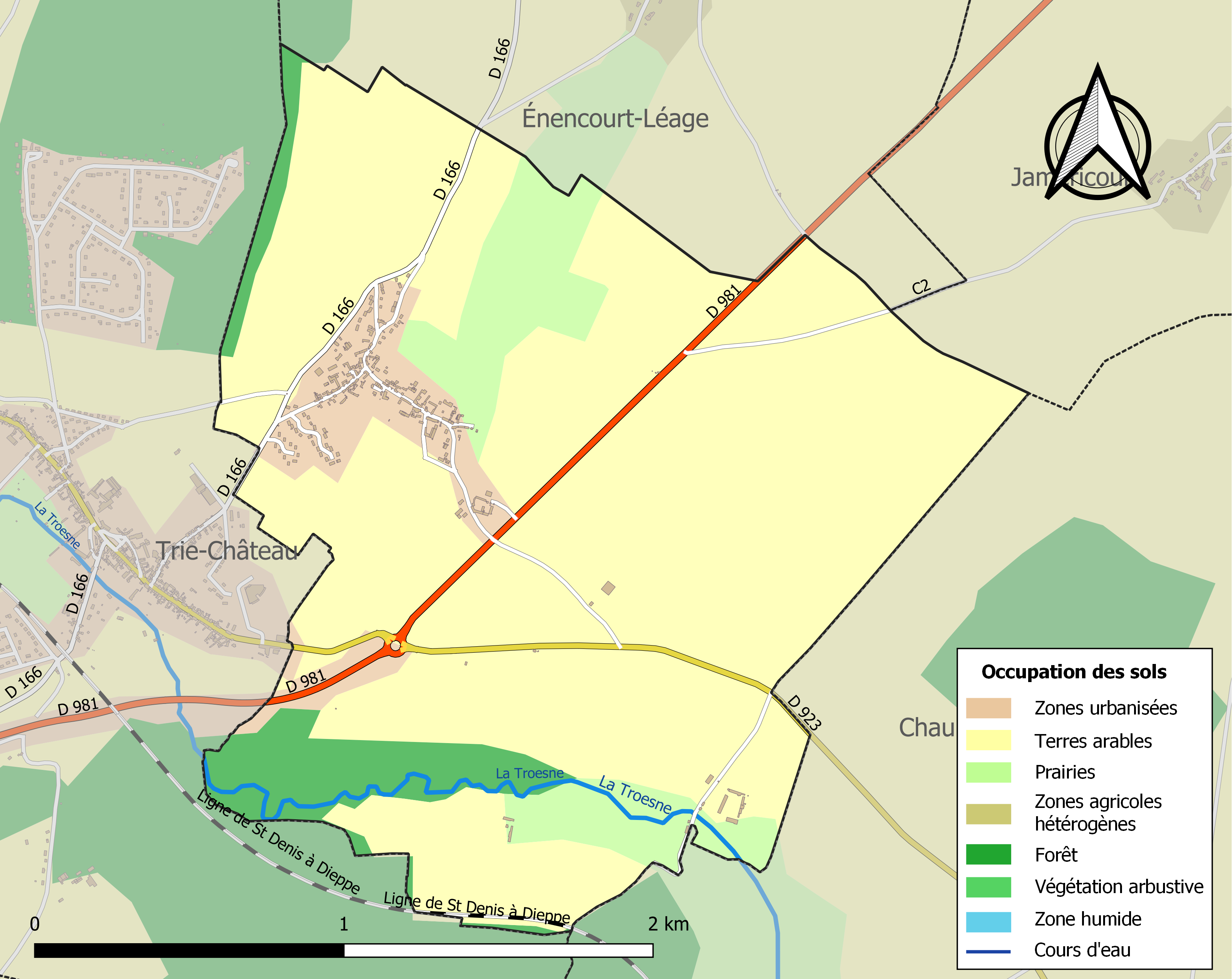
Carte des infrastructures et de l'occupation des sols de la commune en 2018 (CLC).

### Voies de communication et transports
La commune est desservie, en 2023, par les lignes 6105, 6107, 6136 et 6145 du réseau interurbain de l'Oise.

## Toponymie
Le nom de la localité est attesté sous les formes Treia villa (1218) ; apud Triam villam (vers 1220) ; Tria villa (1246) ; Trie la ville (1327) ; Trye la ville (1504) ; Trie-la-Ville (1667).
Trie a d'abord désigné un terrain non cultivé, de l'oïl trie « terrain inculte » », lande, friche, jachére. Du germanique thresk ou threosk.

## Histoire
En 1285, Renaud de Trie participe au tournoi de Chauvency-le-Château et s'y distingue : Jacques Bretel raconte ses exploits dans son long poème : Le Tournoi de Chauvency. En 1835, Trie-la-Ville est créée par démembrement de Trie qui prend le nom de Trie-Château.

## Héraldique
| Blason de Trie-la-Ville | Blason  | Parti : au 1er d'or à la bande d'azur, au 2e fascé d'argent et de gueules ; sur le tout, d'azur à la crosse d'or accostée des lettres G et F du même. |
| Blason de Trie-la-Ville | Détails | Le blason combine les armes de la famille de Trie, à dextre, celles des Chaumont-Quitry, à senestre et celles de l'abbaye royale de Gomerfontaine, sur le tout. L'écu est timbré de la couronne des Princes de Conty avec deux épis de blé comme soutiens, représentant l'agriculture et les fermes de la commune. Le statut officiel du blason reste à déterminer. |

## Politique et administration
| Période                                  | Période | Identité              | Étiquette | Qualité                                    |
| ---------------------------------------- | ------- | --------------------- | --------- | ------------------------------------------ |
| Les données manquantes sont à compléter. |         |                       |           |                                            |
| juin 1995                                | 2014    | M. Claude Vansteelant |           | agriculteur Réélu pour le mandat 2014-2020 |

## Population et société

### Démographie

#### Évolution démographique
L'évolution du nombre d'habitants est connue à travers les recensements de la population effectués dans la commune depuis 1836. Pour les communes de moins de 10 000 habitants, une enquête de recensement portant sur toute la population est réalisée tous les cinq ans, les populations de référence des années intermédiaires étant quant à elles estimées par interpolation ou extrapolation. Pour la commune, le premier recensement exhaustif entrant dans le cadre du nouveau dispositif a été réalisé en 2006.

En 2022, la commune comptait 306 habitants, en évolution de −2,24 % par rapport à 2016 (Oise : +0,87 %, France hors Mayotte : +2,11 %).
| 1836 | 1841 | 1846 | 1851 | 1856 | 1861 | 1866 | 1872 | 1876 |
| ---- | ---- | ---- | ---- | ---- | ---- | ---- | ---- | ---- |
| 375  | 358  | 365  | 355  | 321  | 300  | 341  | 317  | 298  |

| 1881 | 1886 | 1891 | 1896 | 1901 | 1906 | 1911 | 1921 | 1926 |
| ---- | ---- | ---- | ---- | ---- | ---- | ---- | ---- | ---- |
| 336  | 341  | 300  | 315  | 315  | 322  | 277  | 262  | 307  |

| 1931 | 1936 | 1946 | 1954 | 1962 | 1968 | 1975 | 1982 | 1990 |
| ---- | ---- | ---- | ---- | ---- | ---- | ---- | ---- | ---- |
| 258  | 214  | 245  | 244  | 248  | 280  | 270  | 270  | 377  |

| 1999 | 2006 | 2011 | 2016 | 2021 | 2022 | - | - | - |
| ---- | ---- | ---- | ---- | ---- | ---- | - | - | - |
| 327  | 339  | 321  | 313  | 306  | 306  | - | - | - |

#### Pyramide des âges
La population de la commune est relativement âgée.
En 2018, le taux de personnes d'un âge inférieur à 30 ans s'élève à 29,8 %, soit en dessous de la moyenne départementale (37,3 %). À l'inverse, le taux de personnes d'âge supérieur à 60 ans est de 32,9 % la même année, alors qu'il est de 22,8 % au niveau départemental.
En 2018, la commune comptait 156 hommes pour 151 femmes, soit un taux de 50,81 % d'hommes, légèrement supérieur au taux départemental (48,89 %).
Les pyramides des âges de la commune et du département s'établissent comme suit.
| Hommes | Classe d’âge | Femmes |
| ------ | ------------ | ------ |
| 1,3    | 90 ou +      | 0,0    |
| 8,4    | 75-89 ans    | 9,5    |
| 23,9   | 60-74 ans    | 22,7   |
| 19,7   | 45-59 ans    | 25,7   |
| 16,6   | 30-44 ans    | 12,6   |
| 13,7   | 15-29 ans    | 14,9   |
| 16,3   | 0-14 ans     | 14,7   |

| Hommes | Classe d’âge | Femmes |
| ------ | ------------ | ------ |
| 0,5    | 90 ou +      | 1,4    |
| 5,5    | 75-89 ans    | 7,6    |
| 15,6   | 60-74 ans    | 16,3   |
| 20,8   | 45-59 ans    | 20     |
| 19,4   | 30-44 ans    | 19,4   |
| 17,6   | 15-29 ans    | 16,2   |
| 20,6   | 0-14 ans     | 19,1   |

## Lieux et monuments
- Église des XIVe et XVe siècles Notre-Dame-de-l'Ascension[26].

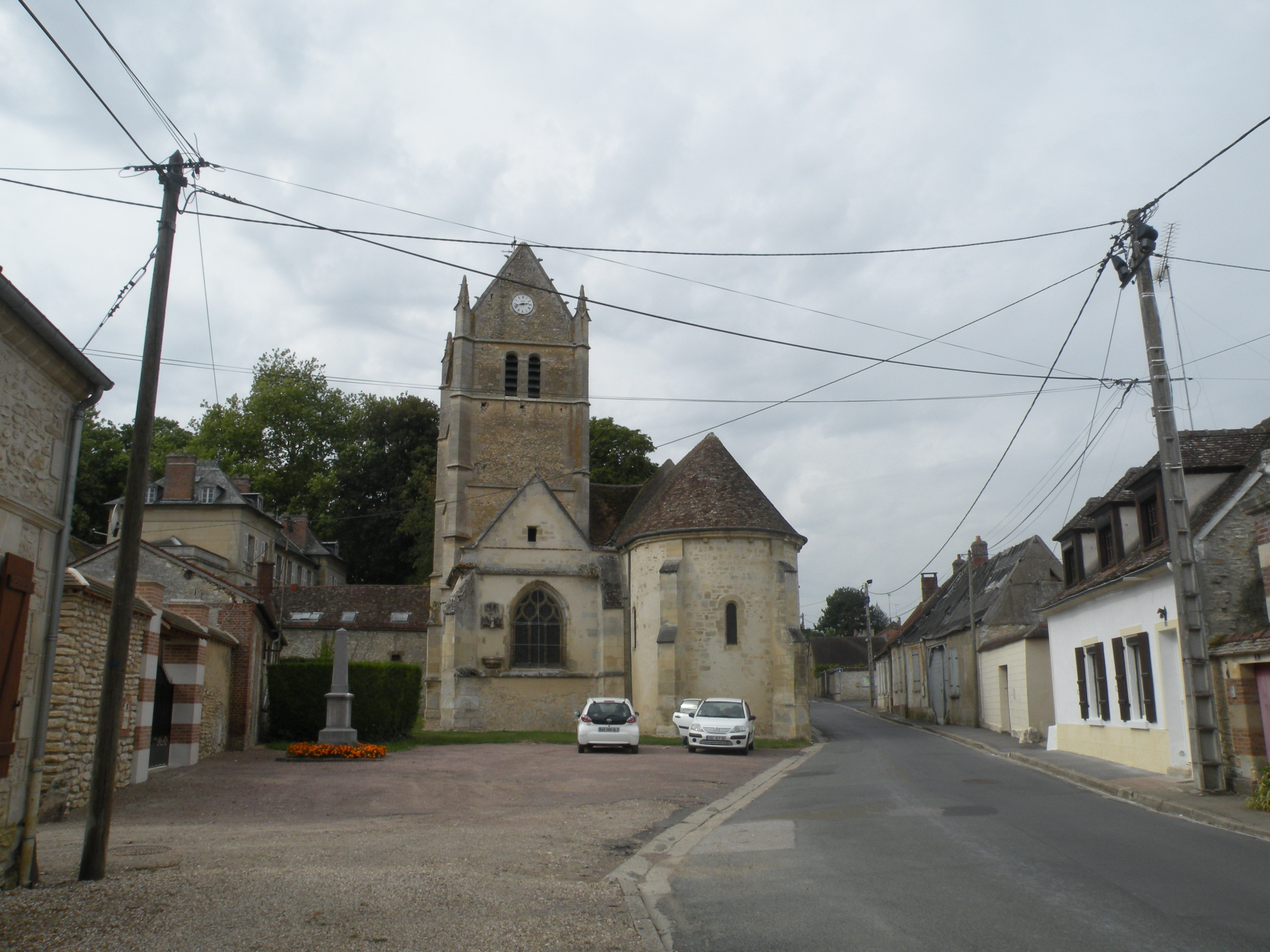
L'église Notre-Dame-de-l'Ascension.

- Abbaye Notre-Dame de Gomerfontaine.
- Manoir d'Illioré du XVIIe siècle.
- Le château (XIXe/XXe siècle).

Le château de Trie-la-Ville est un château construit au XIXe siècle sous la période de la première restauration, propriété de la famille de Verdet-Delisle. Il est aujourd'hui le siège de l'association loi de 1901 « Musica Trie » dont l'objet est l'organisation de concerts de musique classique.
En 1909, le domaine est acquis par Claude Casimir-Perier, fils de l'ancien Président de la République et son épouse, Pauline Benda, dite Madame Simone, célèbre actrice de théâtre.
Les deux époux décide de remanier complètement la maison. Les intérieurs sont aménagés sur le modèle des grands hôtels particuliers parisiens du début du XXe siècle, avec sous-sol et entresol dévolus au service, monte-plats, dix chambres et leurs salles de bains, vaste espace de réception, six chambres de domestiques, chauffage central, un grand luxe pour l'époque. Des jardins à la française sont dessinés devant la façade sud du château. La construction des fabriques et des bâtiments annexes fut exécutée de 1909 à 1912.
Madame Simone reçoit le Tout-Paris notamment ses amis Charles Peguy, Jean Cocteau et surtout son amant Alain-Fournier.
Simone vivra à Trie-la-Ville une liaison passionnée avec le jeune écrivain de neuf ans son cadet. Alain-Fournier passera de longs séjours dans la maison des Casimir-Perier, c'est sous les arbres du parc que l'auteur du Grand Meaulnes écrira, en 1914, plusieurs chapitres de son second roman qu'il appelle alors « Colombe Blanchet », mais qu'il ne pourra achever avant la déclaration de guerre. La correspondance des deux amants a été publiée en 1992, présentée et annotée par Claude Sicard.
En 1914, Simone apprend la mort de son amant sur le champ d'honneur. Jean Cocteau écrira plus tard : "les rires qu'on ne rira plus [...] Claude Casimir-Perier mort, Alain Fournier mort, Charles Peguy mort. Ils rient, nous rions. Simone parle..." Portraits-souvenir, Ed. Grasset, 1935.
Elle ne reviendra plus au château de Trie-la-Ville qu'elle décide de mettre en vente. Elle vivra à Paris jusqu'à sa mort en 1985 à l'âge de 108 ans. C'est en femme de lettres qu'elle continuera sa longue existence : membre du jury du prix Femina de 1935 à 1985, salon littéraire, amitiés et influences parisiennes, écriture de romans, mémoires. Le château est finalement acquis par le couturier parisien Rosendhal puis par la famille Conchon.
Le château devient un lieu de musique baroque dans les années 1960. Un américain mélomane, Michael Francis Gibson y créa le « Cercle Musical de Trie » avec Anthony Sidey, célèbre facteur. De nombreux compositeurs et chefs d'orchestre internationaux comme Andre Cluytens et Pierre Boulez viendront séjourner au château de Trie-la-Ville. Dans les années 70, la maison est transformée en dancing, le domaine est considérablement morcelé, le jardin à la française est abandonné. Depuis 20 ans, les propriétaires actuels ont engagé des efforts considérables pour redonner vie à cette demeure et à ses jardins, témoin de l'histoire culturelle du XXe siècle.
Le château est le siège de l'association loi de 1901 « Musica Trie » dont l'objet est l'organisation de concerts de musique classique, notamment baroque avec des artistes comme Alexandre Tharaud, Nicola Marchesini et David Bismuth.
Le grand parc à l'anglaise comprend une grande variété d'essences et de remarquables sujets de buis, de chênes, de platanes et de tulipiers.

## Personnalités liées à la commune
Le château fut acquis en 1909 par Claude Casimir-Perier et son épouse, Pauline Benda, dite Madame Simone, célèbre comédienne de théâtre. Elle y accueillit ses amis Charles Peguy, Jean Cocteau et Alain-Fournier.
Des personnalités du monde de la musique, les chefs d'orchestre Andre Cluytens et Pierre Boulez et des artistes contemporains tels Alexandre Tharaud, Nicola Marchesini et David Bismuth.